# Gary Pearce
Gary Malcolm Pearce (ur. 27 lutego 1944 w Leichhardt) – australijski wioślarz, srebrny medalista olimpijski.

## Kariera
Wystąpił na igrzyskach olimpijskich w Tokio w 1964, gdzie zajął trzynaste miejsce w dwójkach podwójnych. Na rozgrywanych cztery lata później igrzyskach olimpijskich w Meksyku Australijczycy w składzie: Alf Duval, Michael Morgan, Joe Fazio, Peter Dickson, David Douglas, John Ranch, Gary Pearce, Bob Shirlaw i Alan Grover (sternik) zdobyli srebrny medal w ósemkach. W finale o 0,98 sekundy przegrali z osadą RFN, a o 1,13 sekundy wyprzedzili osadę ZSRR. Brał też udział w igrzyskach olimpijskich w Monachium w 1972, gdzie w ósemkach Australijczycy nie awansowali do finału A. Zajęli tam drugie miejsce w finale B i ostatecznie zostali sklasyfikowani na ósmej pozycji.
W 1964 zdobył mistrzostwo kraju w dwójkach podwójnych.
Po zakończeniu kariery pracował w rodzinnej firmie jako hydraulik.